# Thierry Schaffauser
Thierry Schaffauser, né en 1982 à Suresnes,  est un travailleur du sexe et syndicaliste français.

## Biographie
Dès 18 ans, Thierry Schaffauser rejoint l'association de lutte contre le sida Act Up-Paris, qui lui servira de formation politique. Au sein de cette association et des « Putes », il est également connu sous le pseudonyme de Zezetta Star.
En 2006, il fonde avec Maîtresse Nikita, alias Jean Francois Poupel, le groupe militant « Putes », qui fut à l'origine une émanation d'Act Up-Paris ; il fait partie des organisateurs de la première « Pute Pride ». L'année suivante, ils publient ensemble leur premier pamphlet Fières d'être putes aux éditions L'Altiplano.
Il est candidat aux élections municipales de mars 2008 dans le 16e arrondissement de Paris sur la liste des Verts menée par Pascale Ourbih.
En 2009, il est élu responsable des relations internationales du STRASS, le syndicat du travail sexuel. 
Il s'installe quelques années à Londres et contribue à la traduction de nombreux articles pour le site internet féministe Cybersolidaires. Dès 2008 et jusqu'à son retour en France, il exerce également en tant qu'acteur dans le porno gay britannique.
Il est élu président de la branche sex work du GMB, troisième syndicat du Royaume-Uni GMB-IUSW and Adult Entertainment branch, ainsi que représentant pour l'Europe du Network of Sex Work Projects (NSWP), une organisation internationale fédérant des militants du mouvement des travailleurs du sexe dans le monde. 

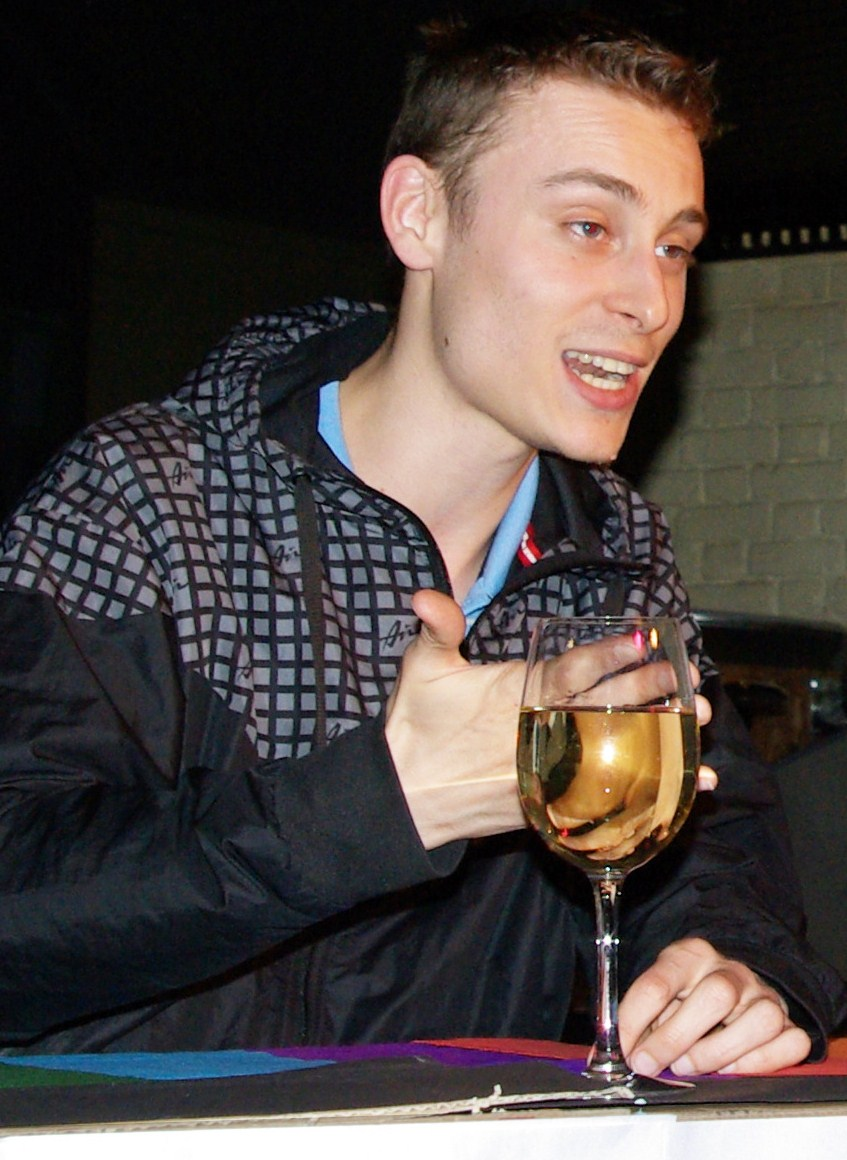
Thierry Schaffauser en 2010.

Début 2010, il devient le secrétaire du SERTUC LGBT Network, qui regroupe des militants syndicalistes LGBT de Londres et de la région Sud-Est du Royaume-Uni. À ce titre, il est l’un des orateurs de la fin de la manifestation lors du rassemblement sur la place Trafalgar Square lors de la Fête du Travail. Durant la soirée Night of the Sense, il reçoit le prix Erotic Award 2010 dans la catégorie travailleur du sexe masculin de l’année.
En 2013, il se porte candidat à la primaire d'EÉLV en vue des élections municipales de 2014 à Paris mais est éliminé dès le premier tour.
En 2015, il figure sur la liste d'Emmanuelle Cosse, tête de liste EÉLV pour les élections régionales de 2015 en Île-de-France puis sur celle de Claude Bartolone après le premier tour et l'accord PS-EÉLV.
Le 23 août 2016, il se déclare candidat à la primaire écologiste d'EÉLV, qui doit se dérouler en octobre 2016, en vue de l'élection présidentielle française de 2017, mais échoue à recueillir le nombre de parrainages nécessaires pour y être qualifié.
Pressenti pour être le suppléant EÉLV de Douchka Markovic aux élections législatives de 2017 dans la dix-septième circonscription de Paris, il est finalement désinvesti pour avoir posé travesti sur une affiche de campagne postée en ligne.

## Publications

### Ouvrages
- Avec Maîtresse Nikita, Fières d'être putes, Paris, Altiplano, 2007, 123 p. (ISBN 978-2-35346-001-4 et 2353460011, OCLC 85829704, lire en ligne)
- Avec Elsa Dorlin et Éric Fassin, Act Up in Genres et Sexualités, Paris, BPI du Centre national d'art et de culture Georges-Pompidou, 2009, 232 p. (ISBN 978-2-84246-117-1) Genres et Sexualités
- Les Luttes des putes, Paris, La Fabrique, 2014, 239 p. (ISBN 978-2-35872-061-8 et 2358720615, OCLC 897741361, lire en ligne).

### Articles
- Avec Claire Carthonnet, Sonia Verstappen et Maîtresse Nikita, « Non à la pénalisation de nos clients », Libération,‎ 12 juillet 2006 (lire en ligne)
- « Opinions & Débats : « Sortir du placard de la prostitution » », sur Yagg, 19 mars 2009
- « Assistante sexuelle, un homme comme les autres », Libération,‎ 12 août 2009 (lire en ligne)
- (en) « New Worker Features: Sex workers -- a queer perspective », New Worker,‎ 29 août 2009 (lire en ligne)
- (en) « Let sex workers advertise », The Guardian,‎ 8 février 2010 (lire en ligne)
- (en) « Time for porn stars to self-organise », The Guardian,‎ 3 mars 2010 (lire en ligne)
- Avec Cath Elliott, « Pour des maisons “ouvertes”, pas closes », Libération,‎ 5 mars 2010 (lire en ligne)
- (en) Avec Cath Elliott, « Sex workers are not criminals », The Guardian,‎ 8 mars 2010 (lire en ligne)
- « Combien de travailleurs du sexe sommes-nous ? », Le Monde,‎ 2 juin 2010 (lire en ligne)
- (en) « Out, proud and shouting loud », Morning Star,‎ 20 juillet 2010 (lire en ligne)
- « Décriminalisez entièrement le travail du sexe », Le Monde,‎ 15 décembre 2010 (lire en ligne)
- « La majorité des travailleurs du sexe ne sont pas victimes de la traite des êtres humains », Le Monde.fr,‎ 1er mai 2012 (lire en ligne)
- « La lutte contre le sida a échoué à l’égard des populations les plus précaires », Le Monde,‎ 6 septembre 2017 (lire en ligne)

## Filmographie
- Scallies Auditions, Triga
- Young Offenders, Triga production
- Footy Ladz, Eurocreme
- Hung Ladz, Rudeboiz production
- Arse Splitters-Rudeboiz 14, Eurocreme
- Pool Room Scallies, Triga
- Breaking'Em in, Eurocreme
- You don't own me, Rémy Yadan[9]